# کاسمیرو
کارلوس هنریکه کاسمیرو (به پرتغالی: Carlos Henrique Casimiro) بازیکن فوتبال اهل برزیل است که در پست هافبک دفاعی برای باشگاه منچستر یونایتد در لیگ برتر انگلستان بازی می‌کند.

## عملکرد باشگاهی

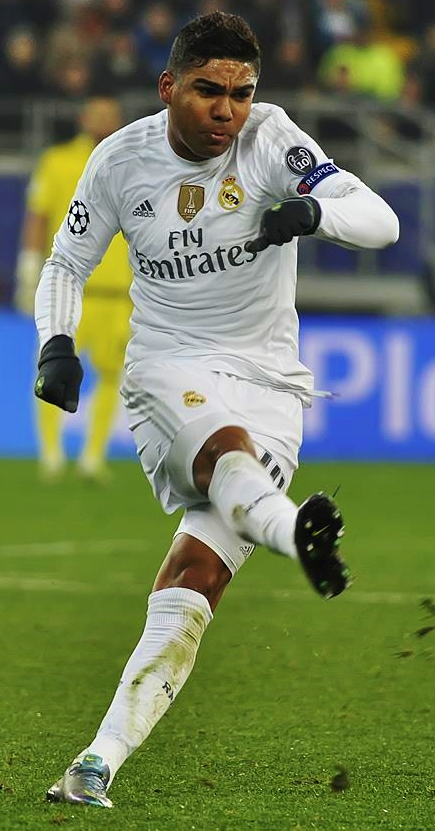
کارلوس کاسمیرو در بازی مقابل ولفسبورگ در چمپیونزلیگ

### رئال مادرید
کاسمیرو در ماه دسامبر سال ۲۰۱۳ میلادی از سائو پائولو به رئال مادرید کاستیا پیوست و در طول این مدت در ۱۵ بازی برای رئال مادرید کاستیا به میدان رفت و در ماه آوریل و در بازی رئال مادرید مقابل رئال بتیس برای تیم اصلی نیز بازی کرد. کاسمیرو به صورت قرضی به رئال مادرید رفته بود اما در تابستان ۲۰۱۴ با قراردادی دائمی به رئال مادرید پیوست. کاسمیرو عملکرد درخشانی در بازی‌های پیش فصل رئال مادرید داشت.

### پورتو
باشگاه رئال مادرید تأیید کرد که هافبک برزیلی خود را به صورت قرضی برای یک فصل به پورتو واگذار کرده است. طبق قرارداد پورتو می‌توانست در پایان فصل بعد قرارداد کاسمیرو را نهایی کند. همچنین بعد از نهایی کردن قرارداد توسط پورتو، گزینه خرید مجدد توسط رئال مادرید فعال می‌شد.

### بازگشت به مادرید
کاسمیرو فصل موفقی را در پورتو سپری کرد و سران مادریدی تصمیم گرفتند با پرداخت ۷٫۵ میلیون یورو، او را دوباره به تیم بازگردانند.
کاسمیرو توانست با این تیم در سال‌های ۱۶–۲۰۱۵، ۱۷–۲۰۱۶، ۱۸–۲۰۱۷ و ۲۲–۲۰۲۱ فاتح لیگ قهرمانان اروپا شود. او در فینال لیگ قهرمانان اروپا در سال ۲۰۱۷ یکی از چهار گلی که رئال مادرید به یوونتوس زد را با ضربه ای زیبا به ثمر رساند

## عملکرد ملی
کاسمیرو در جام جهانی ۲۰۱۸ برای تیم ملی برزیل بازی کرد و در تنها بازی که حضور نداشت برزیل توسط بلژیک حذف شد.
او همچنین سابقهٔ قهرمانی و نایب قهرمانی در کوپا آمریکا در سال‌های ۲۰۱۹ و ۲۰۲۱ را در کارنامه دارد.

## آمار باشگاهی
تا تاریخ ۱ نوامبر ۲۰۲۳
| عملکرد            | عملکرد             | عملکرد             | لیگ       | لیگ       | جام      | جام      | قاره‌ای | قاره‌ای | سایر | سایر | مجموع | مجموع |
| فصل               | باشگاه             | لیگ                | بازی      | گل        | بازی     | گل       | بازی   | گل     | بازی | گل   | بازی  | گل    |
| —                 | —                  | —                  | لیگ کشوری | لیگ کشوری | جام حذفی | جام حذفی | اروپا  | اروپا  | دیگر | دیگر | مجموع | مجموع |
| ----------------- | ------------------ | ------------------ | --------- | --------- | -------- | -------- | ------ | ------ | ---- | ---- | ----- | ----- |
| ۲۰۱۰              | سائوپائولو         | سری آ برزیل        | ۱۸        | ۲         | ۰        | ۰        | ۰      | ۰      | ۰    | ۰    | ۱۸    | ۲     |
| ۲۰۱۱              | سائوپائولو         | سری آ برزیل        | ۲۱        | ۴         | ۵        | ۱        | ۲      | ۰      | ۱۲   | ۱    | ۴۰    | ۶     |
| ۲۰۱۲              | سائوپائولو         | سری آ برزیل        | ۲۲        | ۰         | ۹        | ۱        | ۱      | ۰      | ۱۸   | ۲    | ۵۰    | ۳     |
| ۲۰۱۳              | سائوپائولو         | سری آ برزیل        | ۱         | ۰         | ۰        | ۰        | ۲      | ۰      | ۱    | ۰    | ۴     | ۰     |
| مجموع سائوپائولو  | مجموع سائوپائولو   | مجموع سائوپائولو   | ۶۲        | ۶         | ۱۴       | ۲        | ۵      | ۰      | ۳۱   | ۳    | ۱۱۲   | ۱۱    |
| ۲۰۱۲–۲۰۱۳         | رئال مادرید کاستیا | سگوندا دیویسیون بی | ۱۵        | ۱         | ۰        | ۰        | ۰      | ۰      | ۰    | ۰    | ۱۵    | ۱     |
| ۲۰۱۴–۲۰۱۵         | پورتو              | لیگ پرتغال         | ۲۸        | ۳         | ۲        | ۰        | ۱۰     | ۱      | ۰    | ۰    | ۴۰    | ۴     |
| ۲۰۱۲–۲۰۱۳         | رئال مادرید        | لالیگا             | ۱         | ۰         | ۰        | ۰        | ۰      | ۰      | ۰    | ۰    | ۱     | ۰     |
| ۲۰۱۳–۲۰۱۴         | رئال مادرید        | لالیگا             | ۱۲        | ۰         | ۷        | ۰        | ۶      | ۰      | ۰    | ۰    | ۲۵    | ۰     |
| ۲۰۱۵–۲۰۱۶         | رئال مادرید        | لالیگا             | ۲۳        | ۱         | ۱        | ۰        | ۱۱     | ۰      | ۰    | ۰    | ۳۵    | ۱     |
| ۲۰۱۶–۲۰۱۷         | رئال مادرید        | لالیگا             | ۲۵        | ۴         | ۵        | ۰        | ۹      | ۲      | ۳    | ۰    | ۴۲    | ۶     |
| ۲۰۱۷–۲۰۱۸         | رئال مادرید        | لالیگا             | ۳۰        | ۵         | ۱        | ۰        | ۱۲     | ۱      | ۵    | ۱    | ۴۸    | ۷     |
| ۲۰۱۸–۲۰۱۹         | رئال مادرید        | لالیگا             | ۲۹        | ۳         | ۵        | ۰        | ۶      | ۲      | ۲    | ۰    | ۴۲    | ۵     |
| ۲۰۱۹–۲۰۲۰         | رئال مادرید        | لالیگا             | ۳۵        | ۴         | ۱        | ۰        | ۸      | ۲      | ۲    | ۰    | ۴۶    | ۶     |
| ۲۰۲۰–۲۰۲۱         | رئال مادرید        | لالیگا             | ۳۴        | ۶         | ۰        | ۰        | ۱۰     | ۱      | ۱    | ۰    | ۴۵    | ۷     |
| ۲۰۲۱–۲۰۲۲         | رئال مادرید        | لالیگا             | ۳۲        | ۱         | ۳        | ۰        | ۱۱     | ۰      | ۲    | ۰    | ۴۸    | ۱     |
| مجموع رئال مادرید | مجموع رئال مادرید  | مجموع رئال مادرید  | ۲۲۱       | ۲۴        | ۲۳       | ۰        | ۷۳     | ۸      | ۱۵   | ۱    | ۳۳۲   | ۳۳    |
| ۲۰۲۲–۲۰۲۳         | منچستر یونایتد     | لیگ جزیره          | ۲۸        | ۴         | ۵        | ۲        | ۱۲     | ۰      | ۶    | ۱    | ۵۱    | ۷     |
| ۲۰۲۳–۲۰۲۴         | منچستر یونایتد     | لیگ جزیره          | ۸         | ۱         | ۰        | ۰        | ۲      | ۲      | ۲    | ۱    | ۱۲    | ۴     |
| مجموع آمار        | مجموع آمار         | مجموع آمار         | ۳۶۲       | ۳۹        | ۴۴       | ۲        | ۱۰۲    | ۱۱     | ۵۴   | ۶    | ۵۶۲   | ۵۸    |

## آمار ملی

### گل‌های ملی
| شماره | تاریخ          | میزبان      | بازی ملی | حریف    | نتیجه | رقابت                  |
| ----- | -------------- | ----------- | -------- | ------- | ----- | ---------------------- |
| ۱     | ۲۲ ژوئن ۲۰۱۹   | سائوپائولو  | ۳۹       | پرو     | ۵–۰   | کوپا آمریکا ۲۰۱۹       |
| ۲     | ۶ سپتامبر ۲۰۱۹ | فلوریدا     | ۴۲       | کلمبیا  | ۲–۲   | دوستانه                |
| ۳     | ۱۳ اکتبر ۲۰۱۹  | کالنگ       | ۴۵       | نیجریه  | ۱–۱   | دوستانه                |
| ۴     | ۲۳ ژوئن ۲۰۲۱   | ریودوژانیرو | ۵۲       | کلمبیا  | ۲–۱   | کوپا آمریکا ۲۰۲۱       |
| ۵     | ۲۷ ژانویه ۲۰۲۲ | کیتو        | ۶۰       | اکوادور | ۱–۱   | مقدماتی جام جهانی ۲۰۲۲ |
| ۶     | ۲۸ نوامبر ۲۰۲۲ | دوحه        | ۶۷       | سوئیس   | ۱–۰   | جام جهانی ۲۰۲۲ قطر     |
| ۷     | ۲۵ مارس ۲۰۲۳   | طنجه        | ۷۰       | مراکش   | ۱–۲   | دوستانه                |

## افتخارات

### باشگاهی
رئال مادرید
- لا لیگا (۳): ۱۷–۲۰۱۶، ۲۰–۲۰۱۹، ۲۲–۲۰۲۱
- کوپا دل ری (۱): ۱۴–۲۰۱۳
- سوپر جام اسپانیا (۳): ۲۰۱۷، ۲۰۱۹، ۲۰۲۱
- لیگ قهرمانان اروپا (۵): ۱۴–۲۰۱۳، ۱۶–۲۰۱۵، ۱۷–۲۰۱۶، ۱۸–۲۰۱۷، ۲۲–۲۰۲۱
- سوپرجام اروپا (۳): ۲۰۱۶، ۲۰۱۷، ۲۰۲۲
- جام باشگاه‌های جهان (۳):۲۰۱۶، ۲۰۱۷، ۲۰۱۸

منچستر یونایتد
- جام اتحادیه باشگاه‌های انگلستان (۱):۲۳–۲۰۲۲[۵]
- جام حذفی فوتبال انگلستان (۱): ۲۴–۲۰۲۳

### ملی
برزیل
- کوپا آمریکا: قهرمان ۲۰۱۹
  - نایب قهرمان ۲۰۲۱